# Cesar Romero
Cesar Julio Romero, Jr. (New York, 15 febbraio 1907 – Santa Monica, 1º gennaio 1994) è stato un attore statunitense di origine cubana.
Attivo a Hollywood dagli anni quaranta e cinquanta, è ricordato anche per aver interpretato la parte del Joker nella serie televisiva degli anni sessanta Batman.

## Biografia

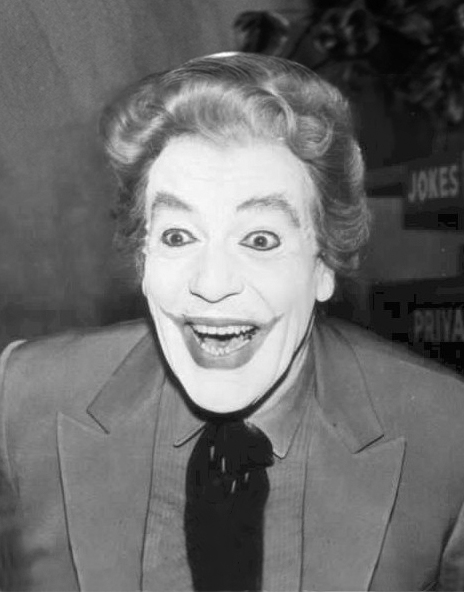
Romero nel ruolo del Joker nella serie televisiva Batman (1967)

Nacque da una facoltosa coppia di origine cubana, Cesar Julio Romero Sr. (1872-1951), nato a Barcellona ed emigrato negli Stati Uniti nel 1888, e Maria Mantilla (1880-1962), discendente dell'eroe nazionale cubano José Martí.Suo cugino Emerson era anch'esso attore. I suoi genitori subirono però le conseguenze della crisi del 1929, perdendo la loro attività di import/export nel settore dello zucchero, ma Romero, grazie alla sua avviata carriera di attore a Hollywood, riuscirà a mantenere un buon tenore di vita per i suoi familiari.
Dopo aver lavorato come ballerino di sala, Romero esordì a Broadway nel 1927 in Lady Do, e nel 1933 esordì sul grande schermo nel film Shadow Laughs. Durante i primi anni trenta, Romero si distinse sulle scene cinematografiche per le discrete doti di ballerino, per il portamento elegante e per il fascino scanzonato da "latin lover", interpretando numerosi ruoli di ambiguo avventuriero e di sorridente seduttore, spesso antagonista dell'eroe di turno, o di malvivente e gigolò in film come L'uomo ombra (1934) e Hold 'Em Yale (1935).
Tra il 1939 e il 1941 interpretò il personaggio del caballero messicano Cisco Kid in sei pellicole western a basso budget prodotte dalla 20th Century Fox, casa cinematografica alla quale fu legato per molti anni e che lo vide protagonista anche di commedie musicali in ruoli di seduttore, a fianco della star femminili più in voga all'epoca, come Carmen Miranda in Tre settimane d'amore (1941) e In montagna sarò tua (1942), e Betty Grable in L'isola delle sirene (1943), La signora in ermellino (1948), L'indiavolata pistolera (1948).
Fu un giovane e passionale esule politico, innamorato di Marlene Dietrich nell'esotico Capriccio spagnolo (1935) di Josef von Sternberg, un simpatico gentiluomo nella commedia La bisbetica innamorata (1936), un focoso pioniere nella commedia western L'indiavolata pistolera (1949), e un nobiluomo affarista nell'avventura Vera Cruz (1955), accanto a Gary Cooper e Burt Lancaster. Interpretò inoltre con efficacia il ruolo del condottiero spagnolo Hernán Cortés nell'avventura in costume Il capitano di Castiglia (1947).
Già protagonista in televisione nella serie di spionaggio Missione pericolosa (1954-1955), dal 1966 al 1968 fu uno degli interpreti fissi della serie Batman, in cui interpretò il personaggio del Joker, ruolo che ricoprì anche nell'omonima pellicola del 1966. Come già accaduto in precedenti occasioni, anche per il ruolo del Joker, Romero rifiutò di tagliare i propri caratteristici baffi, celandoli sotto una pesante quantità di trucco. Nella parte conclusiva della sua carriera, apparve ancora come buffonesco malvagio dai capelli bianchi nel film Il computer con le scarpe da tennis (1969) e interpretò il maturo corteggiatore di Jane Wyman nella soap opera Falcon Crest dal 1986 al 1988.
Morì il giorno di Capodanno del 1994 a causa di una broncopolmonite. Le sue ceneri riposano all'Inglewood Park Cemetery, a Inglewood (California).

### Vita privata
Romero non si sposò mai, ma apparve spesso in occasioni pubbliche accompagnato da numerose attrici dell'epoca come Joan Crawford, Linda Darnell, Barbara Stanwyck, Ann Sheridan, Lucille Ball, Jane Wyman e Ginger Rogers.

## Filmografia

### Cinema
- The Shadow Laughs, regia di Arthur Hoerl (1933)
- L'uomo ombra (The Thin Man), regia di W. S. Van Dyke (1934)
- British Agent, regia di Michael Curtiz (1934)
- Capriccio spagnolo (The Devil Is a Woman), regia di Josef von Sternberg (1935)
- Il cardinale Richelieu (Cardinal Richelieu), regia di Rowland V. Lee (1935)
- Il re dell'Opera (Metropolitan), regia di Richard Boleslawski (1935)
- Hold 'Em Yale, regia di Sidney Lanfield (1935)
- La moglie del nemico pubblico (Public Enemy's Wife), regia di Nick Grinde (1936)
- L'ultima partita (Fifteen Maiden Lane), regia di Allan Dwan (1936)
- Alle frontiere dell'India (Wee Willie Winkie), regia di John Ford (1937)
- Stella del Nord (Happy Landing), regia di Roy Del Ruth (1938)
- Five of a Kind, regia di Herbert I. Leeds (1938)
- Siamo fatti così (Wife, Husband and Friend), regia di Gregory Ratoff (1939)
- La piccola principessa (The Little Princess), regia di Walter Lang e William A. Seiter (1939)
- Gli indomabili (Frontier Marshal), regia di Allan Dwan (1939)
- Charlie Chan nell'isola del tesoro (Charlie Chan at Treasure Island), regia di Norman Foster (1939)
- Lucky Cisco Kid, regia di H. Bruce Humberstone (1940)
- The Gay Caballero, regia di Otto Brower (1940)
- Tre settimane d'amore (Week-End in Havana), regia di Walter Lang (1941)
- Destino (Tales of Manhattan), regia di Julien Duvivier (1942)
- Voglio essere più amata (Orchestra Wives), regia di Archie Mayo (1942)
- In montagna sarò tua (Springtime in the Rokies), regia di Irving Cummings (1942)
- L'isola delle sirene (Coney Island), regia di Walter Lang (1943)
- Carnevale in Costarica (Carnival in Costa Rica), regia di Gregory Ratoff (1947)
- Il capitano di Castiglia (Captain from Castile), regia di Henry King (1947)
- La signora in ermellino (That Lady in Ermine), regia di Ernst Lubitsch e Otto Preminger (1948)
- Il figlio della tempesta (Deep Waters), regia di Henry King (1948)
- L'indiavolata pistolera (The Beautiful Blonde from Bashful Bend), regia di Preston Sturges (1949)
- Il continente scomparso (Lost Continent), regia di Sam Newfield (1951)
- Vera Cruz, regia di Robert Aldrich (1954)
- Destino sull'asfalto (The Racers), regia di Henry Hathaway (1955)
- Il giro del mondo in 80 giorni (Around the World in Eighty Days), regia di Michael Anderson (1956)
- L'inferno ci accusa (The Story of Mankind), regia di Irwin Allen (1957)
- Colpo grosso (Ocean's Eleven), regia di Lewis Milestone (1960)
- Una sposa per due (If a Man Answers), regia di Henry Levin (1962)
- I tre della Croce del Sud (Donovan's Reef), regia di John Ford (1963)
- Batman (Batman: The Movie), regia di Leslie H. Martinson (1966)
- Un dollaro per 7 vigliacchi (Madigan's Millions), regia di Giorgio Gentili (1968)
- Milioni che scottano (Hot Millions), regia di Eric Till (1968)
- Latitudine zero (Ido zero daisakusen), regia di Ishirō Honda (1969)
- Il colpo era perfetto, ma... (Midas Run), regia di Alf Kjellin (1969)
- Il computer con le scarpe da tennis (The Computer Wore Tennis Shoes), regia di Robert Butler (1969)
- Bersaglio umano (Target: Harry), regia di Roger Corman (1969)
- Spruzza, sparisci e spara (Now You See Him, Now You Don't), regia di Robert Butler (1972)
- Lo spettro di Edgar Allan Poe (The Spectre of Edgar Allan Poe), regia di Mohy Quandour (1974)
- L'uomo più forte del mondo (The Strongest Man in the World), regia di Vincent McEveety (1975)
- Carioca tigre, regia di Giuliano Carnimeo (1976)
- Carmen Miranda: Bananas Is My Business – documentario (1995)

### Televisione
- Climax! – serie TV, episodi 1x01-3x22 (1954-1957)
- Damon Runyon Theater – serie TV, episodio 2x03 (1955)
- Celebrity Playhouse – serie TV, episodio 1x19 (1956)
- Navy Log – serie TV, episodio 3x14 (1957)
- Target – serie TV, episodio 1x10 (1958)
- Zorro – serie TV, 4 episodi (1959)
- The Texan – serie TV, episodio 1x28 (1959)
- Gli uomini della prateria (Rawhide) – serie TV, episodi 2x08-4x24-5x28-8x07 (1959-1965)
- The Chevy Mystery Show – serie TV, episodio 1x17 (1960)
- Pete and Gladys – serie TV, episodio 1x02 (1960)
- Carovana (Stagecoach West) – serie TV, episodi 1x06-1x29 (1960-1961)
- Follow the Sun – serie TV, episodio 1x27 (1962)
- Corruptors (Target: The Corruptors) – serie TV, episodio 1x24 (1962)
- Indirizzo permanente (77 Sunset Strip) – serie TV, episodio 6x01 (1963)
- The Dick Powell Show – serie TV, episodio 2x25 (1963)
- La legge di Burke (Burke's Law) – serie TV, episodi 1x08-1x16-1x31-2x15-2x25 (1963-1965)
- Branded – serie TV, episodio 1x09 (1965)
- Bonanza – serie TV, episodio 6x22 (1965)
- Ben Casey – serie TV, episodio 4x29 (1965)
- Batman – serie TV, 22 episodi (1966-1968)
- Mistero in galleria (Night Gallery) – serie TV, episodio 2x8b (1971)
- Ellery Queen – serie TV, episodio 1x15 (1976)
- Charlie's Angels – serie TV, episodio 4x19 (1980)
- Magnum, P.I. – serie TV, episodio 5x12 (1985)
- Falcon Crest – serie TV, 52 episodi (1985-1988)
- La signora in giallo (Murder, She Wrote) – serie TV, episodi 1x14-9x01 (1985-1992)

## Doppiatori italiani
Nelle versioni in italiano delle opere in cui ha recitato, Cesar Romero è stato doppiato da:
- Giorgio Capecchi in Vera Cruz, Il giro del mondo in 80 giorni, L'angelo del ring, La città che scotta, Destino sull'asfalto, Sei canaglia ma ti amo
- Emilio Cigoli in Colpo grosso, Una sposa per due, In montagna sarò tua, L'amore è bello, Patto a tre
- Sandro Ruffini in Gli indomabili
- Mario Pisu in Il capitano di Castiglia
- Vittorio Sanipoli in Carnevale in Costarica
- Nino Pavese in L'indiavolata pistolera
- Stefano Sibaldi in L'americano
- Renato Turi in I tre della Croce del Sud
- Gianfranco Bellini in Batman
- Giorgio Gusso in Latitudine zero
- Ettore Conti in Batman (serie TV)
- Dario Penne in Zorro
- Arturo Dominici in Spruzza, sparisci e spara
- Carlo Alighiero in L'uomo più forte del mondo
- Dario De Grassi in Ellery Queen
- Pino Locchi in Charlie's Angels
- Michele Kalamera in La signora in giallo (ep. 1x14)
- Marcello Tusco in La signora in giallo (ep. 9x01)